# La marquesa de O
La marquesa de O (título original Die Marquise von O en alemán) es una película franco-alemana dirigida por Éric Rohmer estrenada en 1976. Su guion se basa en la novela La marquesa de O de Heinrich von Kleist, publicada en 1805. La cinta ganó el Gran Premio del Jurado del Festival de Cannes de 1976.
El director de fotografía Néstor Almendros habla en su libro Días de una cámara de la realización del film y la iluminación natural utilizada en este: «En lo que se refiere específicamente a la iluminación, mi labor fue mínima. El castillo donde se filmó Die Marquise von O estaba orientado de tal forma, concebido con tanta inteligencia por su arquitecto, en una sucesión de habitaciones en fila, que la luz del sol, al penetrar por los ventanales, repetía un dibujo en fuga sobre el suelo de manera maravillosa. Nuestra tarea consistió, lo mismo que en La Collectionneuse, en estudiar las diferentes posiciones de esta luz solar —era verano— hasta descubrir su momento privilegiado estética y dramáticamente. [...] Yo me limité a añadir en ocasiones algunos soft-lights y espejos, para compensar los contrastes.» (Almendros, 1996: 163). 

## Sinopsis
La marquesa es una mujer con dos hijos; ha enviudado y vive con sus padres en un pueblo en el norte de Italia. Una de las guerras entre diferentes potencias europeas ha conducido al saqueo del lugar por parte de las tropas rusas. Amenazada por rufianes, la marquesa es rescatada por un conde ruso. Algún tiempo después, advierte que está encinta, siendo que no ha tenido ninguna relación conocida desde la muerte de su marido. Su familia la rechaza para evitar el escándalo, mientras el conde la corteja con insistencia.

## Reparto
- Edith Clever como la marquesa.
- Bruno Ganz como el conde.
- Peter Lühr como el padre de la marquesa.
- Edda Seippel como la madre de la marquesa.
- Bernhard Frey como Leopardo.
- Otto Sander como el hermano de la marquesa.
- Eduard Linkers como el médico.
- Ruth Drexel como el ama de crianza.